# Ermesinde
Ermesinde este un oraș în nordul Portugaliei.  Ermesinde aparține regiunii Valongo și are 38.315 locuitori 2001, ceea ce reprezintă o densitate a populației de 5.163,7 locuitori/km².

## Istoric
Ermesinde obține dreptul de oraș in anul 1990.